# Jolanda Keizerová
Jolanda Keizerová (* 5. dubna 1985, Amsterdam) je nizozemská atletka, specialistka na sedmiboj a halový pětiboj.

## Kariéra
V roce 2007 vybojovala v Debrecínu na evropském šampionátu do 23 let výkonem 6 219 bodů stříbrnou medaili. Na MS v atletice 2007 v japonské Ósace skončila na 14. místě.
Na letních olympijských hrách 2008 v Pekingu skončila v novém osobním rekordu na devátém místě. V roce 2009 získala na halovém ME v Turíně stříbrnou medaili, když na vítězku pětiboje, Rusku Annu Bogdanovovou ztratila 117 bodů. Kvůli zdravotním problémům vynechala podstatnou část letní sezóny 2009, včetně světového šampionátu v Berlíně.

## Osobní rekordy
- halový pětiboj – 4 644 bodů – 6. březen 2009, Turín
- sedmiboj – 6 370 bodů – 16. srpen 2008, Peking